# 桥本和久
桥本和久（1958年11月15日—2020年2月25日）是日本电子游戏开发者，因创造了科乐美秘技而为人所知。科乐美秘技通常会给予玩家额外的生命或其他好处，这已经成为经常在流行文化中使用的彩蛋。

## 职业生涯
桥本和久于1981年与其他几位大学毕业生一起加入了科乐美。当时，科乐美专注于开发投币式街机，桥本起初的工作便是协助开发用于这些游戏机的电路板。科乐美在接下来的几年中将自己的业务范围扩展到了开发街机游戏，并成功开发了《紧急起飞》和《超级眼镜蛇》等游戏，后来又将这些游戏移植到了红白机上。据桥本说，当时公司的重点仍然是投币式街机，经验丰富的员工都被分配到该业务领域。而像他这样的新聘人员只经过很少的正式培训便被推向新的游戏方面的开发。 直到超级任天堂 在1990年问世后，科乐美吸引了更多经验丰富的游戏开发人员，并为开发过程建立了更加严格的条件，这样的情况才不复存在。 
桥本最早参与的红白机游戏之一是《金牌奥运会》，这个项目花费了他和另一个同事半年的时间。他还为此设计了新的手柄，因为玩家报告称使用标准的红白机手柄游玩此游戏很痛苦。《宇宙巡航舰》也是他们的作品之一，桥本和其他三个人用了不到六个月的时间就完成了该作的移植工作。桥本任职于科乐美期间开发的其他游戏还包括红白机平台的《七宝奇谋》和《大盗五右卫门》。
桥本一生都在科乐美工作，至少有9款游戏的开发有他的功劳。他从事的其他作品还包括国际超级球星足球系列。他还是Star Online的执行副总裁。 
据科乐美和桥本的朋友竹之内裕治的消息，桥本于2020年2月25日去世。

## 科乐美秘技

科乐美代码的按钮按下顺序

桥本被广泛认为是科乐美秘技的创造者。桥本在1986年将街机游戏《宇宙巡航舰》移植到红白机平台时，无意间创造了它。桥本知道街机版的游戏很难，他很可能无法完成，所以他添加了一连串他能轻易记住的按钮，让他在游戏中控制的飞船拥有全方位的机动力，这样他就能轻松打通游戏以进行内部测试。他原本打算在游戏出厂前删除该代码，但游戏发行时却包含了该代码。《宇宙巡航舰》的一些玩家发现了桥本的密码并将其报告给了科乐美，并使其广泛流行起来。1988年，随着《魂斗罗》在全球范围内的流行，科乐美秘技拥有了更广的知名度，在该游戏中输入此秘技，玩家就能获得更多的生命。 从那时起，不仅在其他开发商和出版商的其他游戏中以类似方式出现，而且在其他形式的作品中也作为彩蛋使用。 